# Lia Di Leo
Pour les articles homonymes, voir Di Leo.
Lia Di Leo, née Maria Stefania Di Leo le 15 mai 1924 à Foggia dans la région des Pouilles en Italie et morte le 15 décembre 2006 à Palm Springs (Californie), est une actrice italienne.

## Biographie
Elle débute comme actrice en 1951 en obtenant un rôle de figuration dans le péplum Quo Vadis de Mervyn LeRoy. Dans ce film tourné en Italie, elle interprète le rôle d'une esclave de Néron ici joué par Peter Ustinov. Elle joue la même année une courtisane dans le film historique Lorenzaccio de Rafaello Pacini qui est réalisé d'après le drame romantique Lorenzaccio d'Alfred de Musset.
En 1952, elle partage avec Cesare Danova et Franca Marzi l'affiche du film policier Maschera nera de Filippo Walter Ratti, prend part au drame La Minute de vérité de Jean Delannoy ou elle incarne une infirmière, assistante du personnage joué par Jean Gabin et joue des rôles secondaires dans des comédies réalisés par Duilio Coletti, Mario Zampi et Fernando Cerchio.
L'année suivante, elle est l'institutrice du village de Brescello dans la comédie Le Retour de don Camillo de Julien Duvivier. Dans le mélodrame Madame de... de Max Ophüls, elle est l'amante de Charles Boyer et la seconde propriétaire des fameuses boucles d'oreilles. Elle joue aux côtés de Dawn Addams, Franco Silva, Paolo Stoppa, Antonio Centa et Marilyn Buferd dans le film de guerre Sabotages en mer (Mizar (Sabotaggio in mare)) de Francesco De Robertis et participe également au drame romain Du soleil dans les yeux (Il sole negli occhi) d'Antonio Pietrangeli.
Entre 1954 et 1956, elle joue à nouveau plusieurs rôles secondaires dans des comédies pour Steno, Giorgio Simonelli, Georg Wilhelm Pabst, Leonardo De Mitri et Flavio Calzavara. Elle incarne également la princesse blanche dans le drame La Tour de Nesle d'Abel Gance qui est une adaptation du roman et de la pièce de théâtre éponyme d'Alexandre Dumas.
Après un détour par le théâtre à Palerme, elle arrête sa carrière d'actrice en 1957, se marie et part en Amérique.

## Filmographie

### Au cinéma
- 1951 : Quo Vadis de Mervyn LeRoy
- 1951 : Lorenzaccio de Rafaello Pacini
- 1952 : Maschera nera de Filippo Walter Ratti
- 1952 : È arrivato l'accordatore de Duilio Coletti
- 1952 : J'ai choisi l'amour (Ho scelto l'amore) de Mario Zampi
- 1952 : La Minute de vérité de Jean Delannoy
- 1952 : Il bandolero stanco de Fernando Cerchio
- 1953 : Le Retour de don Camillo de Julien Duvivier
- 1953 : Du soleil dans les yeux (Il sole negli occhi) d'Antonio Pietrangeli
- 1953 : Sabotages en mer (Mizar (Sabotaggio in mare)) de Francesco De Robertis
- 1953 : Madame de... de Max Ophüls
- 1954 : Affaires de fou (Cose da pazzi) de Georg Wilhelm Pabst
- 1955 : Les Aventures et les Amours de Casanova (Le Avventure di Giacomo Casanova) de Steno
- 1955 : La Tour de Nesle d'Abel Gance
- 1955 : Io sono la primula rossa de Giorgio Simonelli
- 1956 : Moglie e buoi de Leonardo De Mitri
- 1956 : Occhi senza luce de Flavio Calzavara

## Source
- (it) Roberto Poppi et Enrico Lancia, Le attrici, Rome, Gremesse, 2003 (ISBN 88-8440-214-X).